# Йованович, Марко (1978)
Ма́рко Йова́нович (серб. Марко Јовановић / Marko Jovanović; 21 октября 1978, Ниш, СФРЮ) — сербский футболист и спортивный директор клуба «Раднички» (Ниш). Был игроком молодёжной сборной Сербии и Черногории. Привлекался в состав национальной сборной страны.

## Клубная карьера
Футболом начинал заниматься в родном городе Нише. Первым профессиональным клубом Йовановича стала местная команда высшей лиги чемпионата Югославии «Раднички». Далее футболист защищал цвета белградской «Звездары» и «Вучья» из Лесковаца. В обеих командах был лучшим бомбардиром. В составе «Звездары» в сезоне 1998/99 годов с 16 голами становился вторым бомбардиром чемпионата. В 2001 году нападающего пригласила к себе «Войводина» — третья команда страны после «Црвена Звезда» и «Партизана». В этом клубе футболист провёл полных четыре сезона, сыграл 94 игры в чемпионате, забил 20 голов. В 2003 году играл в Китае за команду «Сычуань Гуаньчэн». В 2006 году Йованович был приглашён в польскую команду «Заглембе» (Любин). Вскоре после его прихода в клуб, в нём произошла смена главного тренера, а затем — и президента. Возникли финансовые проблемы и нападающему пришлось уехать из Польши. В связи с необходимостью поддержания формы Йованович перешёл в скромный «Дечич» из Черногории.
В 2007 году через своего менеджера Слободана Давидовича получил приглашение в одесский «Черноморец». В основном составе одесской команды Йованович дебютировал 2 сентября 2007 года в матче против харьковского «Металлиста» и сразу же столкнулся с жёсткой игрой харьковской обороны. Несколько раз Марко оказывали помощь, в итоге он получил повреждение. Из-за травмы нападающий не выступал больше месяца. Лишь 20 октября вновь сыграл за главную команду, так и не набрав на тот момент оптимальных кондиций. Матч через неделю против львовских «Карпат» стал последним для Йовановича в футболке «Черноморца».
Далее играл в командах «Банат», «ЧФР Тимишоара», «Хайдук» (Кула), «Пролетер» (Нови-Сад), «Влазния», «Бюлис», «Нови-Сад» и «Мачва».
В ноябре 2014 года был назначен спортивным директором футбольной команды родного города «Раднички» (Ниш).

## Международная карьера
В молодёжной сборной Сербии и Черногории провёл около 20 матчей. Участвовал в четырёх товарищеских играх национальной сборной.